# Kalu Ikeagwu
Kalu Egbui Ikeagwu es un actor y escritor nigeriano, nacido en Inglaterra.

## Biografía
Ikeagwu nació en Inglaterra, pero su padre lo envió a Nigeria a la edad de 9 años debido al temor de que pudiera abandonar sus raíces igbo. Realizó sus estudios en Inglaterra y Zambia antes de pasar a la Universidad de Nigeria para obtener un título en inglés.
Ha participado en películas como 30 Days, Domino, Accident, Broken, Damage y Two Brides and a Baby.

## Filmografía

### Cine
|  | - Badamasi - Second Chances(2014) como Osagie - Kafa Coh - 30 Days - The Distance Between - Between Two Worlds - Love my way - The Wrong Woman - Fragile Pain - For Real - Games Men Play - Insecurity - Crisis In Paradise - War Without End - My Precious Son - Beneath Her Veil - Damage - Daniel's Destiny Plan - Lionheart | - Pretty Angels - The Lost Maiden - Darkest Night - Freedom Bank - The Waiting Years - Ocean Deep - Count On Me - Two Brides and a Baby - Broken (2013) - Accident - Blue Flames (2014) - Heaven's Hell (2015) - O-Town (2015) - My rich boyfriend - Three Thieves (2015) - Lady Buckit and the Motley Mopsters (2020) |

### Televisión
- Domino
- Doctors' Quarters
- 168
- Circle Of Three
- Super Story
- Tinsel